# Copa del Mundo de Polo en Nieve de la FIP 2014
La Copa del Mundo de Polo en Nieve de 2014 fue la tercera versión de la Copa del Mundo de Polo en Nieve de la Federación Internacional de Polo (FIP), la que se desarrolló en Tianjin, China, en el Tianjin Goldin Metropolitan Polo Club, desde el día miércoles 8 de enero de 2014 al día sábado 19 de enero de aquel mismo año. En ella, doce selecciones de todo el mundo compitieron entre sí para elegir al mejor equipo nacional de jinetes en campo nevado, con hándicap de entre 14 y 16 goles. El ganador fue Inglaterra, quién le arrebató el título al defensor y dos veces campeón Hong Kong, por marcador 6 a 5.

## Desarrollo
Zona 1
| Fecha       | Equipo 1  | Equipo 2   | Marcador      |
| ----------- | --------- | ---------- | ------------- |
| 8 de enero  | Hong Kong | España     | 6 - 4         |
| 8 de enero  | Australia | Chile      | 0 - 4         |
| 8 de enero  | México    | Inglaterra | 1 - 5         |
| 10 de enero | Australia | Inglaterra | 1 - 5         |
| 10 de enero | Hong Kong | Chile      | 5 - 4         |
| 10 de enero | México    | España     | 4 - 3         |
| 12 de enero | México    | Chile      | 4 - 3         |
| 12 de enero | Australia | España     | 4 - 4 (1 - 2) |
| 12 de enero | Hong Kong | Inglaterra | 5 - 3         |

Zona 2
| Fecha       | Equipo 1      | Equipo 2       | Marcador      |
| ----------- | ------------- | -------------- | ------------- |
| 9 de enero  | Nueva Zelanda | Estados Unidos | 3 - 3 (4 - 3) |
| 9 de enero  | Francia       | Canadá         | 5 - 3         |
| 9 de enero  | Brasil        | Sudáfrica      | 3 - 2         |
| 11 de enero | Francia       | Sudáfrica      | 2 - 1         |
| 11 de enero | Nueva Zelanda | Canadá         | 4 - 4 (1 - 2) |
| 11 de enero | Brasil        | Estados Unidos | 4 - 4 (2 - 3) |
| 13 de enero | Brasil        | Canadá         | 2 - 1         |
| 13 de enero | Francia       | Estados Unidos | 3 - 4         |
| 13 de enero | Nueva Zelanda | Sudáfrica      | 3 - 3 (3 - 2) |

Segunda fase
|  | Cuartos de final | Cuartos de final |             |        | Semifinales  | Semifinales  |  |  | Final       | Final |
|  |                  |                  |             |        |              |              |  |  |             |       |
|  | 16 de enero      |                  |             |        |              |              |  |  |             |       |
|  |                  |                  |             |        |              |              |  |  |             |       |
|  | Inglaterra       | 4 (3)            |             |        |              |              |  |  |             |       |
|  | Inglaterra       | 4 (3)            | 18 de enero |        |              |              |  |  |             |       |
|  | Francia          | 4 (2)            |             |        |              |              |  |  |             |       |
|  | Francia          | 4 (2)            | Inglaterra  | 6      |              |              |  |  |             |       |
|  | 16 de enero      |                  | Inglaterra  | 6      |              |              |  |  |             |       |
|  |                  | Chile            | 4           |        |              |              |  |  |             |       |
|  | Nueva Zelanda    | Chile            | 4           | 6 (2)  |              |              |  |  |             |       |
|  | Nueva Zelanda    |                  | 19 de enero | 6 (2)  |              |              |  |  |             |       |
|  | Chile            | 6 (3)            |             |        |              |              |  |  |             |       |
|  | Chile            | 6 (3)            | Inglaterra  | 6      |              |              |  |  |             |       |
|  | 15 de enero      |                  | Inglaterra  | 6      |              |              |  |  |             |       |
|  |                  | Hong Kong        | 5           |        |              |              |  |  |             |       |
|  | Hong Kong        | Hong Kong        | 5           | 4 (2)  |              |              |  |  |             |       |
|  | Hong Kong        | 18 de enero      |             | 4 (2)  |              |              |  |  |             |       |
|  | Estados Unidos   | 4 (1)            |             |        |              |              |  |  |             |       |
|  | Estados Unidos   | 4 (1)            | Hong Kong   | 9      | Tercer lugar | Tercer lugar |  |  |             |       |
|  | 15 de enero      |                  | Hong Kong   | 9      |              |              |  |  |             |       |
|  |                  | Brasil           | 7           |        |              |              |  |  |             |       |
|  | México           | Brasil           | 7           | 5      | Chile        | 9 (3)        |  |  |             |       |
|  | México           |                  |             | 5      | Chile        | 9 (3)        |  |  |             |       |
|  | Brasil           | 6                |             | Brasil | 9 (2)        |              |  |  |             |       |
|  | Brasil           | 6                |             |        | 9 (2)        |              |  |  |             |       |
|  |                  |                  |             |        |              |              |  |  | 19 de enero |       |
|  |                  |                  |             |        |              |              |  |  |             |       |

| Inglaterra 1.er título |

Premios individuales
- Jugador más valioso: Jack Richardson (Inglaterra).[3]
- Mejor caballo: Negro (Hong Kong).[3]

| Predecesor: 2013 | Copa del Mundo de Polo en Nieve 2014 | Sucesor: 2015 |